# Lulu Sun
Lulu Sun, née le 14 avril 2001, à Te Anau, est une joueuse de tennis néo-zélandaise, professionnelle depuis 2017.

## Enfance
Lucija Radovčić naît le 14 avril 2001 à Te Anau, dans le sud de la Nouvelle-Zélande, d'un père croate, Zdeslav Radovčić, avocat, et d'une mère chinoise, Lele Sun, originaire de Hong-Kong,,. Lucija a une demi-sœur de trois ans son aînée, Phenomena Radovčić, née d'un père chinois. Lucija vit ses cinq premières années en Nouvelle-Zélande. Ses parents s'étant séparés, elle a maintenant un beau-père germano-britannique. La famille séjourne un bref moment à Shanghai, puis se fixe à Genève.
Les deux sœurs jouent au tennis. L'aînée, Phenomena, qui brille surtout en double, est professionnelle jusqu'en 2016. Elle évolue aux couleurs de la Suisse.
De 2011 à 2013, la plus jeune joue pour la Croatie sous son nom de Lucija Radovčić. À partir de 2014, elle représente la Suisse. Ayant adopté le nom de famille de sa mère, elle est maintenant connue dans le monde du tennis sous le nom de Lulu Sun.

## Carrière
En 2015, à seulement 14 ans, elle fait une apparition au classement WTA après quelques victoires dans des tournois en Égypte. Sur le circuit junior, elle atteint le 13e rang en 2018. Elle rejoint l'université du Texas à Austin au cours de l'année 2020. Elle en sort en 2023 diplômée en sciences politiques, spécialisée en relations internationales.
En septembre 2022, elle est quart de finaliste à Séoul. L'année suivante, elle remporte le tournoi ITF de Brasilia (60 000 $).

### 2024: quart de finale à Wimbledon, première victoire sur unetop 10, première finale WTA, entrée dans letop 50
En janvier 2024, elle atteint le second tour à Auckland et se qualifie pour l'Open d'Australie. En mars, la fédération néo-zélandaise lui fait une offre nettement supérieure à ce que lui accorde la fédération suisse. Elle décide alors de jouer sous les couleurs néo-zélandaises,,. Elle peut désormais bénéficier des services d'un entraîneur, le Slovaque Vladimír Pláteník (en). En mai, elle remporte son plus important titre ITF à Bonita Springs (100 000 $) et s'impose aussi en double.
Issue des qualifications après avoir sauvé une balle de match durant ces dernières au tournoi de Wimbledon, elle crée la surprise en sortant la 8e mondiale Zheng Qinwen dès le premier tour (4-6, 6-2, 6-4). Elle se qualifie pour les huitièmes de finale en battant une autre Chinoise Zhu Lin en deux tie-breaks ainsi qu'une autre qualifiée, Yulia Starodubtseva (4-6, 6-3, 6-2), devenant la première Néo-Zélandaise à réaliser une telle performance dans le tournoi londonien dans l'ère Open. Elle s'impose ensuite face à la vainqueure de l'US Open 2021 Emma Raducanu (6-2, 5-7, 6-2), pour rejoindre Donna Vekić dans un quart de finale surprise mais qui voit la Croate stopper son beau parcours (7-5, 4-6, 1-6). Le 15 juillet, elle est 53e mondiale.
À Monterrey, elle atteint pour la première fois une demi-finale WTA. Elle saisit l'occasion de prendre sa revanche sur Ekaterina Alexandrova (7-5, 3-6, 7-66), qui l'a dominée en quart à Séoul deux ans plus tôt. En finale, elle retrouve Linda Nosková, qu'elle a battue la semaine précédente au premier tour de Cincinnati. Cette fois, c'est Nosková qui l'emporte (7-66, 6-4). Le 26 août, Sun entre dans le top 50 (41e). Le 9 septembre, elle est 39e.
Une blessure vient contrarier sa fin de saison : abandon au premier tour de l'US Open, défaite au deuxième tour de Pékin face à Ashlyn Krueger (1-6, 64-7), forfait à Hong Kong en octobre. En décembre, elle obtient le prix de la Révélation de l'année aux WTA Awards.

### 2025: début d'année compliqué
Après quatre défaites au premier tour depuis le 30 décembre 2024, elle passe enfin le premier tour à Abou Dabi face à Caroline Garcia (6-1, 6-3). Leylah Fernandez l'élimine ensuite (6-0, 6-3). Elle connaît une nouvelle série de défaites au premier tour à Doha, Dubaï et Merida.
À Indian Wells, elle écarte Rebecca Šramková (6-3, 1-6, 7-62). Au deuxième tour, elle retrouve Linda Nosková, qui l'a battue en finale de Monterrey l'année précédente. Sun prend sa revanche (6-1, 6-4). Zheng Qinwen l'élimine au tour suivant.

## Palmarès

### Titre en simple dames
Aucun

### Finale en simple dames
| No | Date       | Nom et lieu du tournoi         | Catégorie | Dotation  | Surface    | Vainqueure    | Score     |          |
| -- | ---------- | ------------------------------ | --------- | --------- | ---------- | ------------- | --------- | -------- |
| 1  | 19-08-2024 | Abierto GNP Seguros, Monterrey | WTA 500   | 922 573 $ | Dur (ext.) | Linda Nosková | 7-66, 6-4 | Parcours |

### Finale en double en WTA 125
| No | Date       | Nom et lieu du tournoi     | Catégorie | Dotation  | Surface      | Vainqueures                      | Partenaire       | Score    |          |
| -- | ---------- | -------------------------- | --------- | --------- | ------------ | -------------------------------- | ---------------- | -------- | -------- |
| 1  | 28-04-2025 | Catalonia Open WTA 125 Vic | WTA 125   | 115 000 $ | Terre (ext.) | Bianca Andreescu Aldila Sutjiadi | Leylah Fernandez | 6-2, 6-4 | Parcours |

## Parcours en Grand Chelem

### En simple dames
| Année | Open d'Australie | Open d'Australie       | Internationaux de France | Internationaux de France | Wimbledon       | Wimbledon      | US Open         | US Open         |
| ----- | ---------------- | ---------------------- | ------------------------ | ------------------------ | --------------- | -------------- | --------------- | --------------- |
| 2022  | —                | —                      | —                        | —                        | Q3              | Mai Hontama    | —               | —               |
|       |                  |                        |                          |                          |                 |                |                 |                 |
| 2024  | 1er tour (1/64)  | Elisabetta Cocciaretto | Q2                       | Eva Lys                  | 1/4 de finale   | Donna Vekić    | 1er tour (1/64) | Lucia Bronzetti |
| 2025  | 1er tour (1/64)  | Danka Kovinić          | 1er tour (1/64)          | Victoria Mboko           | 1er tour (1/64) | Marie Bouzková |                 |                 |

N.B. : à droite du résultat se trouve le nom de l'ultime adversaire.

### En double dames
| Année | Open d'Australie                                                                     | Open d'Australie                                                             | Internationaux de France                                                             | Internationaux de France | Wimbledon | Wimbledon | US Open                                                                            | US Open |
| ----- | ------------------------------------------------------------------------------------ | ---------------------------------------------------------------------------- | ------------------------------------------------------------------------------------ | ------------------------ | --------- | --------- | ---------------------------------------------------------------------------------- | ------- |
| 2024  | —                                                                                    | —                                                                            | —                                                                                    | —                        | —         | —         | 1er tour (1/32) Wang X. \|\| style="text-align:left;" \| T. Mihalíková O. Nicholls |         |
| 2025  | 1er tour (1/32) F. Stollár \|\| style="text-align:left;" \| K. Siniaková T. Townsend | 2e tour (1/16) Yuan Y. \|\| style="text-align:left;" \| S. Errani J. Paolini | 1er tour (1/32) L. Fernandez \|\| style="text-align:left;" \| A. Muhammad D. Schuurs |                          |           |           |                                                                                    |         |

N.B. : le nom de la partenaire se trouve sous le résultat ; les noms des ultimes adversaires se trouvent à droite.

## Parcours en WTA 1000
Les tournois WTA « Premier Mandatory » et « Premier 5 » (entre 2009 et 2020) et WTA 1000 (à partir de 2021) constituent les catégories d'épreuves les plus prestigieuses, après les quatre levées du Grand Chelem. 

De 2009 à 2023, les tournois Premier Mandatory (dits tournois WTA 1000 obligatoires entre 2021 et 2023) regroupent Indian Wells, Miami, Madrid et Pékin, les autres constituant les tournois Premier 5 (tournois WTA 1000 non-obligatoires). À partir de 2024, le nombre de tournois WTA 1000 passe à 10 par saison (fin de l’alternance Doha / Dubaï), ces derniers devenant tous obligatoires et offrant tous 1000 points à la vainqueure (contre 900 points précédemment pour les tournois Premier 5).

### En simple dames
| Année |       |                              |                             |                         |                           |                         |                           |                             |                               |                           |  |  |
| Doha  | Dubaï | Indian Wells                 | Miami                       | Madrid                  | Rome                      | Canada                  | Cincinnati                | Pékin                       | Wuhan                         | Wuhan                     |  |  |
| Doha  | Dubaï | Indian Wells                 | Miami                       | Madrid                  | Rome                      | Canada                  | Cincinnati                | Pékin                       | Wuhan                         | Wuhan                     |  |  |
| Doha  | Dubaï | Indian Wells                 | Miami                       | Madrid                  | Rome                      | Canada                  | Cincinnati                | Pékin                       | Wuhan                         | Wuhan                     |  |  |
| 2024  |       |                              | 2e tour (1/32) J. Ostapenko |                         |                           |                         |                           |                             | 2e tour (1/16) M. Kostyuk     | 2e tour (1/32) A. Krueger |  |  |
| 2025  |       | 1er tour (1/32) L. Samsonova | 1er tour (1/32) P. Badosa   | 3e tour (1/16) Zheng Q. | 1er tour (1/64) M. Sherif | 2e tour (1/32) S. Kenin | 2e tour (1/32) J. Paolini | 2e tour (1/32) A. Anisimova | 2e tour (1/32) E. Alexandrova |                           |  |  |

Sous le résultat, l’ultime adversaire.
1. 1 2   Les tournois de Doha et Dubaï alternent le statut de tournoi WTA 1000 (ex Premier 5) entre 2009 et 2023 : les trois premières éditions ont lieu à Dubaï, les trois suivantes à Doha, puis Dubaï accueille le tournoi de cette catégorie les années impaires et Dubaï les années paires. De 2011 à 2023, la ville qui n’accueille pas de WTA 1000 organise à la place un tournoi WTA 500 (ex Premier).
2. 1 2 3 4 5 6   L’ordre de déroulement des tournois a évolué depuis 2009 : Rome se dispute avant Madrid et Cincinnati avant Montréal/Toronto jusqu’en 2010, tandis que Tokyo (2009-2013)-Wuhan (2014-2019, 2024-)-Guadalajara (2022-2023) ont lieu avant Pékin jusqu’en 2023.

## Parcours aux Jeux olympiques

### En simple dames
| # | Date       | Nom de l'olympiade         | Surface             | Résultat        | Ultime adversaire | Score    |          |
| - | ---------- | -------------------------- | ------------------- | --------------- | ----------------- | -------- | -------- |
| 1 | 27/07/2024 | Olympic Tennis Event Paris | Terre battue (ext.) | 1er tour (1/32) | Marta Kostyuk     | 6-4, 6-3 | Parcours |

### En double dames
| # | Date       | Nom de l'olympiade         | Surface             | Résultat        | Partenaire     | Ultimes adversaires         | Score    |          |
| - | ---------- | -------------------------- | ------------------- | --------------- | -------------- | --------------------------- | -------- | -------- |
| 1 | 27/07/2024 | Olympic Tennis Event Paris | Terre battue (ext.) | 1er tour (1/16) | Erin Routliffe | Sara Errani Jasmine Paolini | 6-2, 6-3 | Parcours |

## Records et statistiques

### Victoire sur le top 10
| Légende         |
| Grand Chelem    |
| Jeux olympiques |
| Masters         |
| WTA 1000        |
| WTA 500         |
| WTA 250         |
| Fed Cup         |

|   |        |  | Tournoi   | Année | Surface |  | Adversaire   | Rang | Tour | Score         | Tableau |
| - | ------ |  | --------- | ----- | ------- |  | ------------ | ---- | ---- | ------------- | ------- |
| 1 | no 123 |  | Wimbledon | 2024  | Gazon   |  | Zheng Qinwen | no 8 | 1/64 | 4-6, 6-2, 6-4 | Tableau |

## Classements WTA en fin de saison
| Année          | 2017 | 2018 | 2019 | 2020 | 2021 | 2022 | 2023 | 2024 |
| Rang en simple | 784  | 684  | –    | 1123 | 315  | 250  | 219  | 40   |
| Rang en double | 1206 | 1021 | 855  | –    | 496  | 430  | 427  | 244  |

Source : (en) Classements de Lulu Sun sur le site officiel de la Fédération internationale de tennis